# Блашко Дарія Сергіївна
Да́рія Сергі́ївна Блашко́ (28 січня 1996, Новополоцьк) — українська біатлоністка білоруського походження, учасниця Кубку світу у складі збірної Білорусі, дворазова чемпіонка світу серед юніорів, володарка юніорського кубка IBU.

## Кар'єра
Займається біатлоном з 2006 року, тренувалася в СДЮШОР-2 в Новополоцьку і Училищі олімпійського резерву у Вітебську. Перші тренери — Борис Федорович і Раїса Яківна Воробйови, особистий тренер в даний час (2017) — Махлаєв Володимир Анатолійович.

### Юніорська кар'єра
Виступала в міжнародних турнірах з 2012 року. Першим великим турніром для спортсменки став чемпіонат світу серед юніорів 2013 року в Обертілліяху, на якому Дар'я ні в одній з трьох гонок не змогла потрапити в топ-30. На юніорському чемпіонаті Європи 2014 року в Нове-Место-на-Мораві Дарина теж виступила невдало.
На чемпіонаті світу серед юніорів 2015 року, що проходив у білоруських Раубичах, Блашко стала дворазовою чемпіонкою серед спортсменок до 19 років. Вона здобула перемоги в спринті та в естафеті, в команді з Ганною Сола і Дінарою Алімбековою. В індивідуальній гонці Дар'я була 17-й, а в гонці переслідування припустилася помилки на вогневому рубежі та отримала 10-хвилинний штраф, в результаті була відсунута на 56-е місце.
В сезоні 2015/16 брала участь у змаганнях новоствореного юніорського Кубка IBU і здобула перемогу в загальному заліку. У цьому ж сезоні брала участь у чемпіонатах світу та Європи серед юніорів, але не піднімалася вище десятого місця.
Неодноразово завойовувала медалі на першості Білорусі серед дівчат з біатлону та літнього біатлону, в тому числі стала абсолютною переможницею серед спортсменок до 19 років в 2015 році, вигравши спринт, гонку переслідування і індивідуальну гонку, а також перемагала у спринті, гонці переслідування та естафеті серед дівчат у літньому біатлоні (2014).

### Доросла кар'єра

#### Білорусь
На чемпіонаті Білорусі з літнього біатлону 2015 року виграла срібну і бронзову медаль (проводилися дві спринтерські гонки).
У Кубку IBU Дар'я Блашко вперше взяла участь у сезоні 2014/15 на етапі у Валь-Ріданна, у спринті зайняла 55-е місце, а в гонці переслідування набрала свої перші очки, фінішувавши 27-й. В сезоні 2015/16 взяла участь в одній гонці Кубку IBU, в тій же Валь-Ріданні, посівши 21-е місце в спринті, а за підсумками юніорського Кубка IBU в сезоні 2015/16 виграла великий Кришталевий глобус.
Дебютувала на Кубку світу в лютому 2016 року на етапі в Кенморі, де зайняла 48-е місце в спринті і 19-е в сингл-міксті. У Кубку IBU найвищим досягненням є 6-е місце в індивідуальній гонці в німецькому Арбері в сезоні 2016/17. У загальному заліку Кубка IBU сезону 2016/17 Дарина Блашко зайняла 23-е місце.
Востаннє Дар'я Блашко виступала за Білорусь 12 березня 2017 року на Кубку IBU в естонському Отепяя.

#### Україна
Втім, через перипетії з штабом Білоруської федерації біатлону, Блашко разом зі своїм тренером вирішили змінити спортивну федерацію. Її не включили до складу білоруської збірної, не було нормальної фінансової підтримки, тому вона вирішила шукати собі притулок в іншому місці. Її особистий тренер Володимир Махлаєв колись працював в Україні і вони звернулися до цієї країни з проханням про зміну громадянства, українська сторона його розглянула й ухвалила рішення.
29 вересня 2017 року президент України Петро Порошенко підписав указ про присвоєння біатлоністці українського громадянства. Варто зазначити, що у разі відмови з боку Федерації біатлону Білорусі спростити зміну громадянства, за правилами Міжнародного союзу біатлоністів на біатлоністку чекає карантин на два роки перш, ніж отримати право представляти нову країну, в результаті чого Дар'я зможе відновити виступи тільки в кінці 2019 року. Однак, якщо федерації домовляться, то термін карантину може бути скорочений на один рік або навіть анульований. Якщо це так, то Блашко не зможе виступити на Олімпіаді-2018 в Пхьончхані, але отримає право стартувати під українським прапором в середині березня 2018 року.

## Виступи на Олімпійських іграх
| Ігри       | Інд. гонка                                           | Спринт                                               | Персьют                                              | Масстарт                                             | Естафета                                             | Змішана естафета                                     |
| ---------- | ---------------------------------------------------- | ---------------------------------------------------- | ---------------------------------------------------- | ---------------------------------------------------- | ---------------------------------------------------- | ---------------------------------------------------- |
| Пекін 2022 | Не провела жодної гонки через коронавірусну хворобу. | Не провела жодної гонки через коронавірусну хворобу. | Не провела жодної гонки через коронавірусну хворобу. | Не провела жодної гонки через коронавірусну хворобу. | Не провела жодної гонки через коронавірусну хворобу. | Не провела жодної гонки через коронавірусну хворобу. |

## Виступи на чемпіонатах світу
| Рік  | Місце проведення  | Інд | Спр | Пр | МС | Ест | ЗМ | ОЗМ |
| 2021 | Поклюка, Словенія | —   | 14  | 24 | 29 | 3   | —  | 4   |

## Кар'єра в Кубку світу

#### Подіуми на етапах кубків світу
| Сезон   | Місце проведення   | Змагання                  | Результат |
| ------- | ------------------ | ------------------------- | --------- |
| 2021-22 | Обергоф, Німеччина | одиночна змішана естафета | 3         |

### Результати кубка світу
| 2021–2022 | Естерсунд | Естерсунд | Естерсунд | Естерсунд | Естерсунд | Гохфільцен | Гохфільцен | Гохфільцен | Ле-Гран-Борнан | Ле-Гран-Борнан | Ле-Гран-Борнан | Обергоф | Обергоф | Обергоф | Обергоф | Рупольдінг | Рупольдінг | Рупольдінг | Антерсельва | Антерсельва | Антерсельва | ОІ Пекін | ОІ Пекін | ОІ Пекін | ОІ Пекін | ОІ Пекін | ОІ Пекін | Контіолахті | Контіолахті | Контіолахті | Отепя | Отепя | Отепя | Отепя | Осло | Осло | Осло | Підсумки | Підсумки |
| 2021–2022 | Інд       | Спр       | Спр       | Пр        | Ест       | Спр        | Пр         | Ест        | Спр            | Пр             | МС             | Спр     | ЗМ      | ОЗМ     | Пр      | Спр        | Пр         | Ест        | Інд         | МС          | Ест         | Інд      | Спр      | Пр       | МС       | Ест      | ЗМ       | Спр         | Пр          | Ест         | Спр   | МС    | Ест   | Спр   | ЗМ   | ОЗМ  | Пр   | Очок     | Місце    |
| 2021–2022 | —         | —         | 49        | —         | 10        | 68         | —          | 5          | 29             | 20             | 26             | 31      | —       | 3       |         |            |            |            |             |             |             |          |          |          |          |          |          |             |             |             |       |       |       |       |      |      |      | 53       | 42       |

| 2020–2021 | Контіолахті | Контіолахті | Контіолахті | Контіолахті | Контіолахті | Гохфільцен | Гохфільцен | Гохфільцен | Гохфільцен | Гохфільцен | Гохфільцен | Обергоф | Обергоф | Обергоф | Обергоф | Обергоф | Обергоф | Антерсельва | Антерсельва | Антерсельва | ЧС Поклюка | ЧС Поклюка | ЧС Поклюка | ЧС Поклюка | ЧС Поклюка | ЧС Поклюка | ЧС Поклюка | Нове Место | Нове Место | Нове Место | Нове Место | Нове Место | Нове Место | Естерсунд | Естерсунд | Естерсунд | Підсумки | Підсумки |
| 2020–2021 | Інд         | Спр         | Спр         | Ест         | Пр          | Спр        | Ест        | Пр         | Спр        | Пр         | МС         | Спр     | Пр      | ЗМ      | Спр     | Ест     | МС      | Інд         | МС          | Ест         | ЗМ         | Спр        | Пр         | Інд        | ОЗМ        | Ест        | МС         | Ест        | Спр        | Пр         | Спр        | Пр         | ЗМ         | Спр       | Пр        | МС        | Очок     | Місце    |
| 2020–2021 | 25          | 50          | 18          | 5           | 12          | 24         | 7          | 18         | 34         | 51         | 23         | 32      | DNS     | 10      | DNS     | 8       | —       | 57          | —           | —           | —          | 14         | 24         | —          | 4          | 3          | 29         | 4          | 16         | 16         | 26         | 25         | 5          | 54        | 37        | —         | 273      | 31       |

## Особисте життя
Навчалась на юридичному факультеті Білоруського державного університету.

### Державні нагороди
- Медаль «За працю і звитягу» (8 березня 2021) — за значний особистий внесок у соціально-економічний, науково-технічний, культурно-освітній розвиток Української держави, зразкове виконання службового обов'язку та багаторічну сумлінну працю[13]